# 救急医療用ヘリコプターを用いた救急医療の確保に関する特別措置法
救急医療用ヘリコプターを用いた救急医療の確保に関する特別措置法（きゅうきゅういりょうようヘリコプターをもちいたきゅうきゅういりょうのかくほにかんするとくべつそちほう、平成19年6月27日法律第103号）は、救急医療用ヘリコプターに関する日本の法律である。

## 内容
救急医療用ヘリコプター（ドクターヘリ）について定めた法律で救急医療用ヘリコプターでの医療計画や目標などを医療法での基本方針、補助を示している。その他、不正の手段や適合しなくなった場合、報告や資料の提出をしなかったり、虚偽の報告や資料の提出をした場合、命令違反をした場合は厚生労働大臣により登録の抹消が行われる。